# 亞瑟·特里基
亞瑟·特里基（1997年3月24日—）是一名阿爾及利亞男子田徑運動員，主攻跳遠及三級跳遠項目。他曾獲得2019年非洲運動會男子跳遠冠軍，也曾參加了2020年夏季奧林匹克運動會。

## 外部連結
- 亞瑟·特里基在的頁面